# Walter de Silva
Walter Maria de Silva (* 27. února, 1951, Lecco, Itálie) je italský automobilový designér, který v současné době pracuje na postu šéfdesignéra Volkswagen Group.

## Působení v Itálii
Po studiích nastoupil de Silva v roce 1972 jako řadový designér do Centro Stile FIAT. Devět let pak pracoval v institutu I.DE.A, odkud v roce 1986 přešel do funkce šéfdesignéra Centro Stile Alfa Romeo. Pod jeho vedením došlo k nastolení nového designu této automobilky, který se projevil především v jím navržených modelech 147 a 156.

## Práce pro Volkswagen Group
V roce 1999 nastoupil de Silva na stejnou pozici ve španělské automobilce SEAT. Pod jeho vedením vznikla nová filozofie "auto emoción", která znamenala přechod od výroby laciných automobilů ke sportovněji pojatým modelům. Tento designový směr se poprvé předvedl na konceptu Tango v roce 2001 a v sériové výrobě ho následovala Ibiza z roku 2002.
V roce 2002 de Silva povýšil na šéfdesignéra tehdejší skupiny značek Audi, SEAT a Lamborghini. Výsledkem jeho práce je například maska single-frame, která se poprvé objevila na konceptu Nuvolari quattro a v současné době je jednotícím prvkem všech modelů Audi. Jeho vliv se prosadil v návrhu modelů A4 a A3 Sportback. Výsledkem jeho práce pak jsou modely A6,Q7, TT a A5. V tomto období de Silva pracoval také na trojici Seatů Altea, León a Toledo.
Na počátku roku 2007 ho nový předseda představenstva VW Group Martin Winterkorn jmenoval šéfdesignérem celé skupiny. V této funkci vystřídal Murata Günaka, u Audi naopak de Silvu nahradil Wolfgang Egger. Jako šéfdesignér celé skupiny VW de Silva zatím změnil čtyři Günakovy návrhy - Tiguan, Passat CC, Scirocco a Golf VI K 30. listopadu 2015 odešel do důchodu. Od května 2017 pracuje pro poskytovatele inženýrských služeb firmu EDAG.